# Ustav Estonije
Ustav Republike Estonije (est.: Eesti Vabariigi põhiseadus, PS) temeljni je zakonski akt (ustav) u Republici Estoniji, koji regulira temeljnu organizaciju i strukturu estonske države, kao i temeljna prava, slobode i društvene odnose. Prema ustavu, Estonija se definira kao unitarna parlamentarna republika u kojoj vlast proizlazi iz naroda. Aktualni ustav na snazi je od 3. srpnja 1992. te je ukupno četvrti ustav u povijesti Estonije. Od 1992. godine, aktualni je ustav mijenjan ukupno pet puta.
Ustav započinje preambulom te je podijeljen u petnaest poglavlja:
1. Opće odredbe
2. Temeljna prava, slobode i dužnosti
3. Narod
4. Riigikogu
5. Predsjednik
6. Vlada Republike Estonije
7. Zakonodavna vlast
8. Financije i državni proračun
9. Vanjskopolitički odnosi i međunarodni sporazumi
10. Nacionalna obrana
11. Ured državnog revizora
12. Kancelar pravde
13. Sudovi
14. Lokalna samouprava
15. Izmjene ustava

## Povijest
Ustavna povijest Estonije tijesno je povezana s razvojem neovisnosti te zemlje nakon Prvog svjetskog rata. Prvi ustav usvojila je 15. lipnja 1920. godine  Estonska ustavotvorna skupština, a stupio je na snagu 21. prosinca 1920. godine. Ustav je reflektirao Rousseauove ideje o narodnom suverenitetu, uveo je trodiobu vlasti, a bio je izrazito parlamentaristički strukturiran, tako da je jednodomni Riigikogu imao iznimne ovlasti. Tijekom 1930-ih, Estonija je upala u razdoblje izrazite političke nestabilnosti tako da je donesen nacrt novog ustava koji je, nakon usvajanja na referendumu 1933. godine, stupio na snagu 24. siječnja 1934., dokinuvši tako ustav iz 1920. Novi ustav je bio sušta suprotnost prvom ustavu dajući enormne ovlasti državnom poglavaru, međutim čak je i tadašnji državni poglavar Konstantin Päts smatrao kako je taj ustav pretjerano autoritaran te je zagovarao donošenje novog ustava. To se konačno dogodilo 1. siječnja 1938. godine, kada je na snagu stupio treći estonski ustav, a koji je ponovo ojačao ovlasti zakonodavne vlasti te je čak uveo dvodomnu Narodnu skupštinu. 
Treći estonski ustav formalno je ostao na snazi sve do 1992. godine, kada je zamijenjen aktualnim ustavom. Međutim, de facto je dokinut već 1940. godine, kada je ilegalno donesen "ustav" po uzoru na onaj sovjetski iz 1936. godine. Taj je ustav donesen bez referenduma i zapravo je oktroiran od strane prosovjetske marionetske vlasti 25. kolovoza 1940. godine. Sovjetski-estonski ustav iz 1940. dokinut je 1978. godine, kada je donesen novi "sovjetski" ustav, modeliran prema sovjetskom ustavu iz 1977. godine.

## Vanjske poveznice
- Eesti Vabariigi põhiseadused by Elekrooniline Riigi Teataja
- The Constitution in English
- Eesti vabariigi põhiseadus
- Eesti vabariigi põhiseaduse täiendamise seadus